# 레드불 레이싱

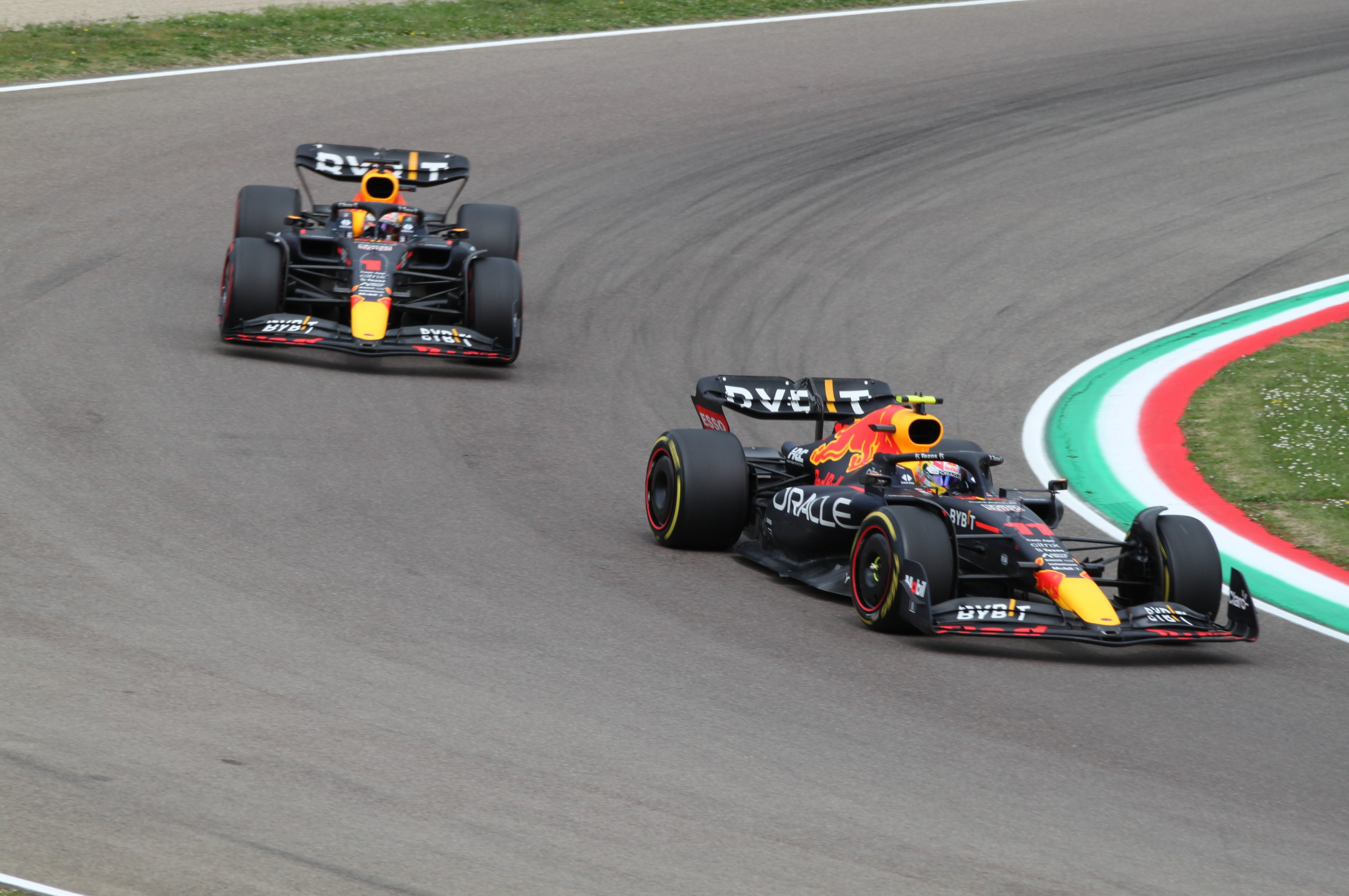
2022 에밀리아로마냐 그랑프리에 참가중인 세르히오 페레즈와 막스 페르스타펀의 주행 모습

오라클 레드불 레이싱(영어: Oracle Red Bull Racing)은 오스트리아의 포뮬러 원 팀이다. 스쿠데리아 알파타우리와 함께 오스트리아의 음료 회사인 레드불이 소유하고 있다. 2005년 포드로부터 재규어 레이싱 팀을 인수하여 창단되었으며, 창단 6년만인 2010년에 컨스트럭터 챔피언십 우승을 차지하였다. 이 해 레드불 레이싱은 제바스티안 페텔을 드라이버 챔피언십 우승자로 이끌기도 했다. 2011년과 2012년에도 레드불은 컨스트럭터 챔피언십 타이틀과 드라이버 챔피언십 타이틀(제바스티안 페텔)을 획득하는 데 성공한다. 2018년에는 애스턴 마틴을 타이틀 스폰서로 영입하여, 팀 명칭을 애스턴 마틴 레드불 레이싱으로 바꾸기도 했었다. 현재 크리스천 호너가 팀을 지휘하고 있으며, 2019년부터 혼다의 엔진을 사용하고 있다. 2018년 다니엘 리카도(Daniel Ricciardo)와 막스 페르스타펀(Max Verstappen)이 팀의 드라이버로 활동하였다. 2019년부터 다니엘 리카도는 여러 문제로 인해 르노로 이적하고, 막스 베르스타펜과 피에르 가슬리가 팀의 드라이버로 활동했다. 그러나 가슬리의 부진한 성적으로, 여름 휴가 이후 스쿠데리아 토로 로소의 알렉산더 알본과 교체한다. 현재는 막스 페르스타펀과 세르히오 페레즈가 활동하고 있다.

## 포뮬러 원 성적
- 굵은 숫자는 폴 포지션을, 기울임꼴 숫자는 패스티스트 랩을 나타냄

| 연도 | 차량       | 엔진                | 타이어 | 드라이버          | 1   | 2   | 3   | 4   | 5   | 6   | 7   | 8   | 9   | 10  | 11  | 12  | 13  | 14  | 15  | 16  | 17  | 18  | 19  | 20  | 포인트 | WCC |
| ---- | ---------- | ------------------- | ------ | ----------------- | --- | --- | --- | --- | --- | --- | --- | --- | --- | --- | --- | --- | --- | --- | --- | --- | --- | --- | --- | --- | ------ | --- |
| 2005 | 레드불 RB1 | 코스워스 TJ2005 V10 | M      |                   | AUS | MAL | BHR | SMR | ESP | MON | EUR | CAN | USA | FRA | GBR | GER | HUN | TUR | ITA | BEL | BRA | JPN | CHN |     | 34     | 7위 |
| 2005 | 레드불 RB1 | 코스워스 TJ2005 V10 | M      | 데이비드 쿨싸드   | 4   | 6   | 8   | 11  | 8   | Ret | 4   | 7   | DNS | 10  | 13  | 7   | Ret | 7   | 15  | Ret | Ret | 6   | 9   |     | 34     | 7위 |
| 2005 | 레드불 RB1 | 코스워스 TJ2005 V10 | M      | 크리스티안 클라인 | 7   | 8   | DNS |     |     |     |     | 8   | DNS | Ret | 15  | 9   | Ret | 8   | 13  | 9   | 9   | 9   | 5   |     | 34     | 7위 |
| 2005 | 레드불 RB1 | 코스워스 TJ2005 V10 | M      | 비탄토니오 리우찌 |     |     |     | 8   | Ret | Ret | 9   |     |     |     |     |     |     |     |     |     |     |     |     |     | 34     | 7위 |
| 2006 | 레드불 RB2 | 페라리 056 V8       | M      |                   | BHR | MAL | AUS | SMR | EUR | ESP | MON | GBR | CAN | USA | FRA | GER | HUN | TUR | ITA | CHN | JPN | BRA |     |     | 16     | 7위 |
| 2006 | 레드불 RB2 | 페라리 056 V8       | M      | 데이비드 쿨싸드   | 10  | Ret | 8   | Ret | Ret | 14  | 3   | 12  | 8   | 7   | 9   | 11  | 5   | 15  | 12  | 9   | Ret | Ret |     |     | 16     | 7위 |
| 2006 | 레드불 RB2 | 페라리 056 V8       | M      | 크리스티안 클라인 | 8   | Ret | Ret | Ret | Ret | 13  | Ret | 14  | 11  | Ret | 12  | 8   | Ret | 11  | 11  |     |     |     |     |     | 16     | 7위 |
| 2006 | 레드불 RB2 | 페라리 056 V8       | M      | 로버트 돈보스     |     |     |     |     |     |     |     |     |     |     |     |     |     |     |     | 12  | 13  | 12  |     |     | 16     | 7위 |
| 2007 | 레드불 RB3 | 르노 RS27 V8        | B      |                   | AUS | MAL | BHR | ESP | MON | CAN | USA | FRA | GBR | EUR | HUN | TUR | ITA | BEL | JPN | CHN | BRA |     |     |     | 24     | 5위 |
| 2007 | 레드불 RB3 | 르노 RS27 V8        | B      | 데이비드 쿨싸드   | Ret | Ret | Ret | 5   | 14  | Ret | Ret | 13  | 11  | 5   | 11  | 10  | Ret | Ret | 4   | 8   | 9   |     |     |     | 24     | 5위 |
| 2007 | 레드불 RB3 | 르노 RS27 V8        | B      | 마크 웨버         | 13  | 10  | Ret | Ret | Ret | 9   | 7   | 12  | Ret | 3   | 9   | Ret | 9   | 7   | Ret | 10  | Ret |     |     |     | 24     | 5위 |
| 2008 | 레드불 RB4 | 르노 RS27 V8        | B      |                   | AUS | MAL | BHR | ESP | TUR | MON | CAN | FRA | GBR | GER | HUN | EUR | BEL | ITA | SIN | JPN | CHN | BRA |     |     | 29     | 7위 |
| 2008 | 레드불 RB4 | 르노 RS27 V8        | B      | 데이비드 쿨싸드   | Ret | 9   | 18  | 12  | 9   | Ret | 3   | 9   | Ret | 13  | 14  | 17  | 11  | 16  | 7   | Ret | 10  | Ret |     |     | 29     | 7위 |
| 2008 | 레드불 RB4 | 르노 RS27 V8        | B      | 마크 웨버         | Ret | 7   | 7   | 5   | 7   | 4   | 12  | 6   | 10  | Ret | 9   | 12  | 8   | 8   | Ret | 8   | 14  | 9   |     |     | 29     | 7위 |
| 2009 | 레드불 RB5 | 르노 RS27 V8        | B      |                   | AUS | MAL | CHN | BHR | ESP | MON | TUR | GBR | GER | HUN | EUR | BEL | ITA | SIN | JPN | BRA | ABU |     |     |     | 153.5  | 2위 |
| 2009 | 레드불 RB5 | 르노 RS27 V8        | B      | 마크 웨버         | 12  | 6†  | 2   | 11  | 3   | 5   | 2   | 2   | 1   | 3   | 9   | 9   | Ret | Ret | 17  | 1   | 2   |     |     |     | 153.5  | 2위 |
| 2009 | 레드불 RB5 | 르노 RS27 V8        | B      | 제바스티안 페텔   | 13  | 15  | 1   | 2   | 4   | Ret | 3   | 1   | 2   | Ret | Ret | 3   | 8   | 4   | 1   | 4   | 1   |     |     |     | 153.5  | 2위 |
| 2010 | 레드불 RB6 | 르노 RS27 V8        | B      |                   | BHR | AUS | MAL | CHN | ESP | MON | TUR | CAN | EUR | GBR | GER | HUN | BEL | ITA | SIN | JPN | KOR | BRA | ABU |     | 498    | 1위 |
| 2010 | 레드불 RB6 | 르노 RS27 V8        | B      | 제바스티안 페텔   | 4   | Ret | 1   | 6   | 3   | 2   | Ret | 4   | 1   | 7   | 3   | 3   | 15  | 4   | 2   | 1   | Ret | 1   | 1   |     | 498    | 1위 |
| 2010 | 레드불 RB6 | 르노 RS27 V8        | B      | 마크 웨버         | 8   | 9   | 2   | 8   | 1   | 1   | 3   | 5   | Ret | 1   | 6   | 1   | 2   | 6   | 3   | 2   | Ret | 2   | 8   |     | 498    | 1위 |
| 2011 | 레드불 RB7 | 르노 RS27 V8        | P      |                   | AUS | MAL | CHN | TUR | ESP | MON | CAN | EUR | GBR | GER | HUN | BEL | ITA | SIN | JPN | KOR | IND | ABU | BRA |     | 650    | 1위 |
| 2011 | 레드불 RB7 | 르노 RS27 V8        | P      | 제바스티안 페텔   | 1   | 1   | 2   | 1   | 1   | 1   | 2   | 1   | 2   | 4   | 2   | 1   | 1   | 1   | 3   | 1   | 1   | Ret | 2   |     | 650    | 1위 |
| 2011 | 레드불 RB7 | 르노 RS27 V8        | P      | 마크 웨버         | 5   | 4   | 3   | 2   | 4   | 4   | 3   | 3   | 3   | 3   | 5   | 2   | Ret | 3   | 4   | 3   | 4   | 4   | 1   |     | 650    | 1위 |
| 2012 | 레드불 RB8 | 르노 RS27 V8        | P      |                   | AUS | MAL | CHN | BHR | ESP | MON | CAN | EUR | GBR | GER | HUN | BEL | ITA | SIN | JPN | KOR | IND | ABU | USA | BRA | 460    | 1위 |
| 2012 | 레드불 RB8 | 르노 RS27 V8        | P      | 제바스티안 페텔   | 2   | 11  | 5   | 1   | 6   | 4   | 4   | Ret | 3   | 5   | 4   | 2   | 22  | 1   | 1   | 1   | 1   | 3   | 2   | 6   | 460    | 1위 |
| 2012 | 레드불 RB8 | 르노 RS27 V8        | P      | 마크 웨버         | 4   | 4   | 4   | 4   | 11  | 1   | 7   | 4   | 1   | 8   | 8   | 6   | 20  | 11  | 9   | 2   | 3   | Ret | Ret | 4   | 460    | 1위 |

† 경주가 75% 미만 지점에서 완료되어 절반의 포인트만을 획득함.

2010년 포뮬러 원 시즌부터 새로운 포인트 시스템이 도입됨.

## 재정
레드불 레이싱의 2011년 매출은 2억 8,540만 달러, 비용은 2억 8,440만 달러였다. 수익은 상금(8,880만 달러), 스폰서(5,970만 달러), 나머지는 레드불에서 발생했다. 비용에는 연구 개발에 1억 1,280만 달러, 직원 605명의 급여 8,270만 달러가 포함되었다.

## 레드불 테크놀리지
레드불 테크놀로지 리미티드(이전 레드불 레이싱 홀딩스)는 포뮬러 원 팀과 이전에 자매 팀인 스쿠데리아 토로 로소의 자동차를 설계, 엔지니어링 및 제작하기 위해 설립된 레드불 레이싱의 모회사이다.레드불 테크놀로지는 1980년대부터 포뮬러 원에서 금지되었던 2007년부터 레드불이 같은 차로 두 팀을 운영할 수 있도록 허용하는 허점으로 여겨졌다. 경쟁 팀으로부터 불만 사항이 FIA에 접수되었지만 스포츠 운영 기관에 의해 폐기되었다. 레드불 레이싱이나 스쿠데리아 토로 로소는 근본적으로 동일한 섀시를 운영한다는 사실을 부인하지 않았지만, 별도의 개발 프로그램, 서로 다른 엔진, 두 팀 모두 섀시를 설계하지 않았다고 주장했다.
2010년에 팀 간 동일한 자동차 사용을 금지하는 규정이 변경되었고, 토로 로소는 더 이상 레드불 테크놀로지에서 자동차를 생산하지 않았다. 그 이후로 팀은 자체적으로 필요한 인프라를 구축한 후 자체적으로 자동차를 설계하고 제작했다.
또한 레드불 테크놀로지는 2006년부터 스쿠데리아 토로 로소(이후 스쿠데리아 알파타우리와 비자 캐시 앱 RB)를 송전 파트너 및 공급업체로, 2011년부터 2013년까지 KERS 파트너 및 공급업체로 파트너십을 맺었다. 또한 2011년부터 2014년까지 송전 공급업체로 팀 로터스(이후 케이터햄 F1)를, 2012년부터 2013년까지 KERS 공급업체로 서비스를 제공했다. 레드불 테크놀로지는 rFactor Pro 운전 시뮬레이션 소프트웨어를 사용한다.

## 레드불 어드밴스드 테크놀리지스
레드불 어드밴스드 테크놀로지스 리미티드(RBAT)는 레드불 GmbH가 소유하고 있으며 레드불 레이싱의 상업 기술 및 엔지니어링 서비스 부문으로 활동하고 있다. 이 회사는 영국에 본사를 두고 있으며, 레드불 레이싱 포뮬러 원 시설과 인접해 있다.
레드불 어드밴스드 테크놀로지스는 애스턴 마틴과 협력하여 애스턴 마틴 발키리 스포츠카를 개발했다.
레드불 어드밴스드 테크놀로지스는 달라라 및 인디카와 협력하여 인디카 시리즈에 사용할 수 있는 '에어스크린' 안전 장치를 개발했다.
레드불 어드밴스드 테크놀로지스는 2022년 6월 포뮬러 원 차량 명명 계획에 따라 RB17이라는 이름의 하이퍼카를 완전히 자체적으로 개발한다고 발표했다. 이 차량은 레드불 레이싱의 최고 기술 책임자인 아드리안 뉴이가 설계할 예정이다. 단 50대만 생산될 예정이며 2025년에 생산이 시작될 예정이다. 이 프로토타입은 2024년 7월 오라클 레드불 레이싱 팀이 굿우드 페스티벌 오브 스피드에서 대중에게 공개했다.

## 자매구단
주요 기사: 스쿠데리아 토로 로소, 스쿠데리아 알파타우리, RB 포뮬러 원 팀
2005년 가을, 레드불은 현금이 부족한 미나르디 포뮬러 원 팀을 인수했다고 발표했으며, 2006년부터는 스쿠데리아 토로 로소(이탈리아어로 팀 레드불)(STR)로 이름을 알리게 된다. STR은 별도의 팀으로 운영되지만 두 팀은 특정 기술 리소스를 공유한다.